# 貝爾格拉諾將軍縣

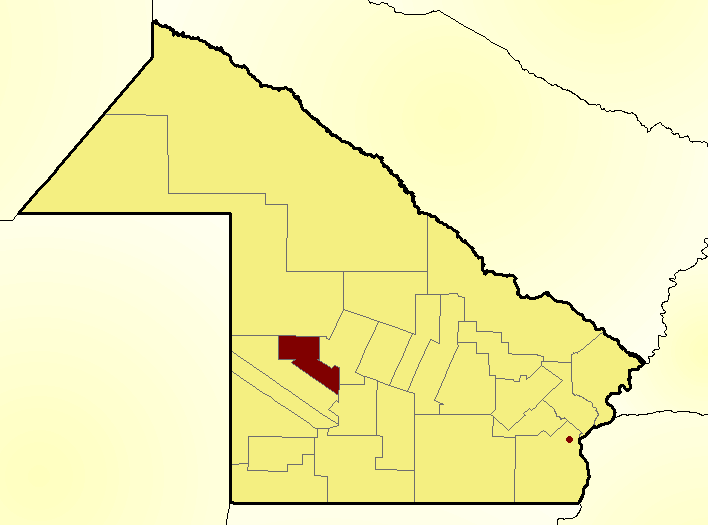

26°57′S 60°58′W / 26.950°S 60.967°W
貝爾格拉諾將軍縣（西班牙語：Departamento General Belgrano），是阿根廷的縣份，位於該國北部查科省，首府設於科蘇埃拉，始建於1917年4月30日，面積1,218平方公里，2010年人口11,988，人口密度每平方公里9.84人。